# Pablo Larios
Pablo Larios Iwasaki (Zacatepec, Morelos, México, 31 de julio de 1960 - Puebla de Zaragoza, Puebla, 31 de enero de 2019) fue un futbolista mexicano que se desempeñaba como portero.
Fue guardameta y capitán en varios equipos de la primera y segunda división, así como en la selección mexicana de fútbol. Se caracterizó por un estilo arriesgado de jugar el balón más allá de la portería. Inspiró a otros porteros como Jorge Campos.
Murió el 31 de enero de 2019 a los 58 años de edad en la ciudad de Puebla. El guardameta había sido internado de emergencia debido a una oclusión intestinal y a un paro respiratorio, por lo que  el cuerpo de médicos que le brindó atención se vio obligado a someterlo a una cirugía de urgencia, de la cual no sobrevivió.

## Trayectoria
Debutó el 20 de septiembre de 1980 con el Club Atlético Zacatepec los cañeros, sustituyendo a Nacho Rodríguez. equipo con el que jugó las temporadas 82-83 y 83-84. Fue convocado a la selección de su país en 1983 —aún jugando en un equipo de segunda división— con la que jugó hasta 1991. Fue contratado por el Cruz Azul, donde alcanzó dos subcampeonatos, en 1987 y en 1989. Para la temporada 1989-1990, llegó al Puebla, dónde consiguió los campeonatos de Primera División de México, Copa México y Liga de Campeones de la Concacaf. A mediados de los años 90 se integró a los Toros Neza, donde fue subcampeón en el torneo de verano de 1997, cuando perdió la final ante las Chivas Rayadas de Guadalajara dirigidas por Ricardo "Tuca" Ferreti.

## Participación en Copas del Mundo
| Mundial                        | Sede   | Resultado        |
| ------------------------------ | ------ | ---------------- |
| Copa Mundial de Fútbol de 1986 | México | Cuartos de final |

## Palmarés

#### Campeonatos nacionales
| Título                     | Club   | País   | Año       |
| -------------------------- | ------ | ------ | --------- |
| Copa México                | Puebla | México | 1989-90   |
| Primera División de México | Puebla | México | 1989-1990 |

#### Campeonatos internacionales
| Título                           | Club   | Sede   | Año  |
| -------------------------------- | ------ | ------ | ---- |
| Liga de Campeones de la Concacaf | Puebla | México | 1991 |